# Pierre Pelletan
Pierre Pelletan (* 6. Januar 1782 in Paris; † 15. August 1845 in Brüssel) war ein französischer Arzt.

## Leben
Pierre Pelletan war ein Sohn des französischen Chirurgen Philippe-Jean Pelletan und der Elizabeth Julie Dubus. Ab dem 14. Lebensjahr besuchte er die polytechnische Schule und wurde sodann Laborgehilfe des Physikers Jacques Alexandre César Charles. Etwas später hielt er selbst einen Kurs über allgemeine Chemie. Da er bereits einige anatomische und chirurgische Kenntnisse besaß, ließ ihn sein Vater 1799 unter die Militärchirurgen aufnehmen, so dass er den Feldzug von Zürich mitmachen konnte. 1803 zum Assistenzarzt ernannt, versah er unter Anleitung seines Vaters chirurgische Dienste.
1805 gründete Pelletan in Rouen eine Fabrik zur künstlichen Herstellung von Soda. François Antoine Henri Descroizilles, Erfinder von Probedestillierapparaten und des Alkalimeters, wurde sein Teilhaber und zeitweise auch sein Mentor. 1813 verließ Pelletan Rouen, wo er am 10. Juli dieses Jahres Sophie de Barthès (* 1776; † 1832), Witwe des Barons Jean Michel de Kinkelin, geheiratet hatte, und erhielt in Paris den Doktorgrad. Im Folgejahr fungierte er als Arzt am Hospital von Val-de-Grâce und bald nachher am Hospital Montaigu. Für seine erfolgreiche Behandlung  der vom damals grassierenden Typhus befallenen Soldaten erhielt er das Ehrenkreuz und wurde königlicher Leibarzt. Zugleich hielt er Vorlesungen über Chemie, Physiologie, Pharmakologie und Anatomie.
Bei Auflösung der École de médecine am 30. November 1822 wurde Pelletan durch eine Ordonnanz zum provisorischen Administrator der Fakultät ernannt. Am 2. Februar 1823 wurde er Professor der medizinischen Physik. Später führte er in medizinischen Jurys den Vorsitz. 1830 mit sechs seiner Kollegen entlassen, wurde er nach einer öffentlichen Prüfung am 19. März 1831 in seine Ämter wiedereingesetzt. 1843 wurde er nach unglücklichen Spekulationen quiesziert, woraufhin er nach Belgien ging. Er erhielt von der Pariser Universität eine Pension von 2800 Francs. Im August 1845 starb er im Alter von 63 Jahren in Brüssel an Tuberkulose. Sein von ihm adoptierter Stiefsohn, der Baron Kinkelin, machte sich als Jules-Pierre Pelletan de Kinkelin einen Namen.

## Werke
Seinen schriftstellerischen Ruf begründete Pelletan durch sein Dictionnaire de chimie médicale (2 Bde., Paris 1822–1824) und seinen Traité élémentaire de physique générale et médicale (2 Bde., Paris 1822; 3. Aufl. 1837–38). Er wirkte auch an der Abfassung des Dictionnaire des sciences médicales mit.
Auswahl
- Notice sur l’acupuncture, contenant son histoire, ses effets et sa théorie, d'après les expériences faites à l'hôpital Saint-Louis. In: Revue médicale. Band I. Gabon et Compagnie, Paris 1825, S. 74–103 (http://www.biusante.parisdescartes.fr./histmed/medica/cote?90958x380x001 [abgerufen am 1. Juni 2025]).